# SIAT
SIAT, acrónimo de Sociedad Ibérica de Automóviles de Turismo, fue una empresa española perteneciente a la industria automovilística. Fue fundada el 22 de junio de 1940 en Madrid, constituyó una predecesora de SEAT. 

## Historia
La empresa Automovilista SIAT fue fundada en Madrid en el año 1940 por el Banco Urquijo y un grupo de industrias entre las que se encontraba Hispano-Suiza. Al año siguiente en 1941, la SIAT presentó al Ministerio de Industria y Comercio su propuesta, con la que se pretendía levantar en la Provincias Vascongadas una fábrica de automóviles para producir vehículos de poco consumo y bajo precio.
Dentro de este proyecto, también participaría la empresa italiana Fiat, como su gran socio tecnológico para el desarrollo de los vehículos, que desarrollaría para la nueva marca bajo licencia, inicialmente con el modelo de tipo Fiat 1100. 
Tras unos años de negociación, el proyecto no terminaba de cuajar, pues era una época difícil cuando se fundó SIAT, pues en España se acababa de salir de una guerra civil, del cual se estaba empezando a recuperar, finalmente el INI acabaría comprando Hispano-Suiza para integrarla en otra empresa nacional ENASA.
Por lo que la SIAT terminaría fracasando sin llegar a producir ningún modelo, al condicionar el Ministerio de Industria su puesta en marcha a la participación del Estado, aunque si se diseñó y preparó algún prototipo bajo el modelo inicial de Fiat, pero no se comercializó ni vio la luz. Finalmente unos años después se pretendió retomar el proyecto dando origen a una nueva empresa Automovilística denominada con el acrónimo SEAT, la Sociedad Española de Automóviles de Turismo.